# Skibbykrøniken
Skibbykrøniken er et latinsk håndskrift, som i 1650 blev fundet indmuret i apsis i Skibby Kirke i Hornsherred. 
Forfatteren er den reformkatolske teolog og humanist Poul Helgesen, som egenhændigt har skrevet krøniken. Værket behandler især forfatterens samtid fra omkring år 1500 til 1534, dvs. reformationens omtumlede periode, hvor striden rasede mellem kongemagt, adel, den katolske kirke og den fremstormende lutherdom. Skriftet regnes derfor blandt de mest værdifulde kilder til reformationstidens Danmark. Det er en levende og personlig beskrivelse af Det Stockholmske Blodbad (1520); Christian 2.s flugt (1523); Frederik 1.s indsættelse og forhold til Hans Tausen (fra 1526); lutheranernes storm på Vor Frue Kirke (3. juledag 1530) samt fængslingen af Christian 2. på Sønderborg Slot (1532). Poul Helgesen var en indædt modstander af "Christian Tyran", og spillede en vis rolle i Christian 2.s flugt fra Danmark. Som stejl modstander af lutheranismen var Helgesen også modstander af Frederik 1. og Hans Tausen.
Krøniken stopper midt i en sætning i 1534, mens Poul Helgesen var lektor ved Roskilde Domkapital. Hans lektorat medførte, at han også var kirkeværge for Skibby. Man ved ikke, hvem der har skjult håndskriftet, eller hvorfor det er sket, men efter reformationen i 1536 har det ikke været trygt at være i besiddelse af et skrift, hvor Frederik 1. omtales som "den kirkerøverske konge", og Hans Tausen som "dette utyske blandt alle udyr".  Krøniken måtte skaffes af veje, og er så blevet skjult i kirkens væg. I dag er det på Den Arnamagnæanske Samling i København.

## Ekstern henvisning
- Krøniken i original m.m. Arkiveret 19. september 2015 hos  Wayback Machine
- Krøniken i original og dansk oversættelse